# ستيفاني دوروثيا كريستين وينر
ستيفاني دوروثيا كريستين وينر (بالإنجليزية: Stephanie Dorothea Christine Wehner)‏ (ولدت في 8 مايو 1977 في فورتسبورغ) وهي عالمة فيزيائية ألمانية وعالمة كمبيوتر في QuTech، جامعة دلفت للتكنولوجيا. درست في جامعة أمستردام وحصلت على درجة الدكتوراه. في CWI، قبل انتقالها إلى معهد كاليفورنيا للتقنية كباحثة حصلت على الدكتوراه تحت جون بريسكيل. ومن عام 2010 إلى عام 2014، كانت وينر أستاذ مشارك في قسم علوم الكمبيوتر في جامعة سنغافورة الوطنية وأستاذ مشارك في مركز تقنيات الكوانتوم. في عام 2014، بدأت كأستاذة مشاركة في QuTech، جامعة دلفت للتكنولوجيا.
اشتهرت ستيفاني بإدخال نموذج التخزين الصاخب في التشفير الكمومي.
قبل الأكاديمية، كانت وينر متورطة في أنظمة أمن الحاسوب وذلك بسبب الإدعاءات على موقعها الشخصي على الإنترنت أنها عملت لفترة من الوقت كقرصانه محترفه.